# David L. Morril

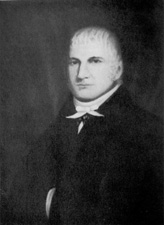
David L. Morril

David Lawrence Morril (* 10. Juni 1772 in Epping, Rockingham County, New Hampshire Colony; † 28. Januar 1849 in Concord, New Hampshire) war ein US-amerikanischer Politiker und von 1824 bis 1827  Gouverneur des Bundesstaates New Hampshire. Zwischen 1817 und 1823 vertrat er seinen Staat im US-Senat.

## Frühe Jahre und politischer Aufstieg
David Morril besuchte die Phillips Exeter Academy, wo er bis zum Jahr 1791 als Lehrer ausgebildet wurde. Danach studierte er Medizin. Zwischen 1793 und 1800 war er als Arzt in Epsom tätig. Gleichzeitig studierte er auch noch Theologie und wurde als Pastor der Presbyterianischen Kirche ordiniert. Von 1802 bis 1811 war er Pfarrer in Goffstown. Danach arbeitete er wieder als Arzt. Morril war Mitglied der Demokratisch-Republikanischen Partei von Thomas Jefferson. Zwischen 1808 und 1817 saß er als Abgeordneter im Repräsentantenhaus von New Hampshire; im Jahr 1816 wurde er als Nachfolger von George B. Upham Speaker dieser Parlamentskammer.

## Senator und Gouverneur
Im Jahr 1816 wurde Morril als Nachfolger von Thomas W. Thompson zum Class-2-Senator im US-Kongress gewählt. Dort amtierte er zwischen dem 4. März 1817 und dem 3. März 1823. Nach dem Ende seiner Amtszeit ging sein Sitz an Samuel Bell, vormals Gouverneur von Hampshire. Nach seiner Rückkehr aus Washington wurde Morril zunächst zwischen 1823 und 1824 Mitglied und Präsident des Senats von New Hampshire. Im Jahr 1824 wurde er zum neuen Gouverneur seines Staates gewählt, wobei er sich mit 49,2 Prozent der Stimmen gegen Amtsinhaber Levi Woodbury durchsetzte. Morril trat dieses Amt am 3. Juni 1824 an und konnte nach zwei Wiederwahlen bis zum 7. Juni 1827 im Amt bleiben. In dieser Zeit wurde der Ausbau der Straßen in seinem Staat vorangetrieben und das Schulsystem verbessert.

## Weiterer Lebenslauf
Nachdem er im Jahr 1827 bei dem erneuten Versuch einer Wiederwahl gescheitert war, zog sich Morril aus der Politik zurück. Später gab er die religiöse Zeitung „New Hampshire Religious Observer“ heraus. Außerdem wurde er Vizepräsident der Amerikanischen Bibelgesellschaft und war aktiv in der Vereinigung der Sonntagsschulen (Sunday School Union). Gouverneur Morril starb im Jahr 1849. Er war zweimal verheiratet und hatte vier Kinder.